# Premios Saxxy
Los Premios Saxxy fueron una competición mundial anual de películas animadas en 3D, organizada por el desarrollador de videojuegos Valve. La primera competición se celebró en 2011 e incluyó 20 categorías en las que participar. En 2012, el número de categorías se limitó a cinco y los concursantes debían utilizar el software Source Filmmaker de Valve para crear sus animaciones.
Cada año, los ganadores reciben un arma cuerpo a cuerpo en el juego para Team Fortress 2 llamada Saxxy; diseñada y bautizada en honor al personaje Saxton Hale, quien dio nombre a los premios. El artículo se parece a un Premio Óscar. El ganador de la categoría «Mejor general» de 2012 viajó en avión a Valve en Bellevue (Washington) para una sesión de realización cinematográfica con los propios cineastas de la compañía, lo que se convirtió en una tradición para cada uno de los ganadores de los Premios Saxxy de los años siguientes. Se otorgaron 26 premios Saxxy a los ganadores desde 2012. Después de 2017, Valve no ha celebrado otra más galas de los Premios Saxxy y actualmente no se ha pronunciado sobre ello. Esto ha llevado a los fanes y artistas de SFM a crear los «Premios Saxxy de la Comunidad» en 2021 como respuesta a la inacción de Valve.

## Gala de los Saxxy
Originalmente, los Premios Saxxy animaban a los fanes de Team Fortress 2 a crear machinimas (películas basadas en videojuegos) basadas en el videojuego; desde entonces, la gala se ha expandido para incluir otros videojuegos. Valve lanzó el software Source Filmmaker antes de la segunda gala, proporcionando a los usuarios una herramienta para animar sus propios vídeos utilizando los recursos de videojuegos de Valve, incluidos modelos, diálogos, efectos de sonido y sistemas de partículas. Los ganadores se decidían mediante encuestas públicas y un jurado de Valve, lo que permite a los votantes aprobar o rechazar a los participantes a través de la plataforma Steam durante los períodos de votación.

## Premios 2012
Valve anunció los premios Premios Saxxy 2012 en agosto de 2012. La votación se abrió el 16 de noviembre de 2012 y se prolongó hasta el 27 de noviembre. El corto período de votación se debió a que Valve planeaba mostrar el vídeo que ganó en la categoría «Mejor general» en los Spike Video Game Awards el 7 de diciembre. Las 20 categorías de la gala de los premios de 2011 se redujeron a cinco para 2012; «Mejor acción», «Mejor grabación», «Mejor comedia», «Mejor drama» y «Mejor general». La competencia de 2011 requirió que todo el contenido del vídeo se basara exclusivamente en grabaciones de Team Fortress 2; sin embargo, la gala de 2012 permitió que el contenido se basara en cualquiera de las propiedades de Valve. Los finalistas de 2012 recibieron un artículo que era simplemente una cámara de video que se usa como arma cuerpo a cuerpo, mientras que los ganadores recibieron cada uno el Saxxy antes mencionado.
Los ganadores se anunciaron el 30 de noviembre, pero el ganador de la categoría «Mejor general» no se reveló hasta que se celebraron los Spike Video Game Awards. Los ganadores recibieron una estatuilla de Australium del personaje de la saga llamado Saxton Hale, y el ganador del «Mejor general» fue invitado a la sede de Valve, para conocer al equipo que desarrolló la herramienta de Source Filmmaker.
- Mejor general: Historia de un arma centinela.
- Mejor acción: Conoce al Basuceador.
- Mejor comedia: The Wishmaker
- Mejor drama: Bad Medicine
- Mejor grabación: EPIC High Five Fail

## Premios 2013
Los Premios Saxxy de 2013 se anunciaron el 2 de octubre de 2013, aceptando solicitudes entre el 11 y el 18 de noviembre. Las nominaciones se anunciaron el día 25 de noviembrey los ganadores el 26 de noviembre a las 4:00 p. m. PST.
Ganadores de 2013:
- Mejor cortometraje: The Mann Co. Symphony
- Mejor acción: Chinatown Getaway
- Mejor comedia: Disruption
- Mejor drama: Till Death Do Us Part Two («Till Death Do Us Part One» fue nominado a los Saxxy 2012)
- Mejor general: Lil' Guardian Pyro

Mención de honor:
- Mejor reconocimiento de una actualización de Team Fortess: Guerra
- Mejor creación de Conoce al equipo: Conoce a la Sniper
- Mejor animación estilo GMod: La ventaja de los Focatas
- Mejor musical: Down In The Intel Room
- Mejor entrada tardía: A Wrench in the Gears

## Premios 2014
Los Premios Saxxy 2014 se anunciaron el 24 de julio de 2014 y se aceptaron inscripciones del 16 al 23 de septiembre. Las nominaciones se anunciaron el 30 de septiembre y los ganadores se publicaron el 1 de octubre a las 4:00 p. m. PST. Se confirmó la participación de un miembro que participó para el Mejor general del año anterior, que confirmó que su vídeo había sido desarrollado por una sola persona; lo que se correlaciona con el ganador de este año (en ser una sola persona).
Ganadores de 2014:
- Mejor cortometraje: Team Fortress 2 en 60 segundos
- Mejor acción: Rivalry Rush
- Mejor comedia: Sobre un Scout
- Mejor drama: DEFECTO_
- Mejor general: Animación vs. Animador

Mención de honor:
- Mejor entrada tardía: Defuse on the fly
- Mejor obra de cinco minutos exactamente: Wanted Warehouse
- Mejor personaje original: Cubey
- Mejor crossover: El del C4
- Mejor abordaje de un tema serio: Detrás de la máscara

## Premios 2015
Los Premios Saxxy 2015 se anunciaron el 21 de agosto de 2015 y se aceptaron inscripciones desde el miércoles 4 de noviembre a las 3:00 p. m. hasta el miércoles 11 de noviembre a las 3:00 p. m. PST. Las nominaciones se anunciaron el 17 de noviembre de 2015 y los ganadores se publicaron el 18 de noviembre de 2015. A diferencia de años anteriores, el equipo seleccionado como «Mejor general» tenía nueve miembros, lo que lo convierte en el más grande de los tres equipos ganadores.
Ganadores de 2015: 
- Mejor cortometraje: Un policía muy bueno
- Mejor acción: Micro-Mann
- Mejor comedia: Comida Fortress
- Mejor drama: Dota 2: Estamos juntos
- Mejor largometraje: Es hora de jugar
- Mejor general: Turbulencia

Menciones de honor:
- Mejor entrada tardía: Vidas secretas
- Mejor sketch de comedia: El día libre del equipo BLU
- Mejor revelación de nuestros planes secretos: Mann vs. Sombrero
- Premio del Público: Accidente mecánico
- Mejor combinación 2D/3D: Una chispa de vida
- Mejor anuncio para otro juego: No hay tiempo que perder

## Premios 2016
Los Premios Saxxy 2016 se anunciaron el 9 de agosto de 2016 y se aceptaron inscripciones desde el viernes 4 de noviembre a las 3:00 p. m. hasta el viernes 11 de noviembre a las 3:00 p. m. PST. Las nominaciones se anunciaron el 17 de noviembre de 2016 y los ganadores se publicaron el 18 de noviembre de 2016. Al igual que el año pasado, el equipo Mejor general está formado por nueve miembros.
Ganadores de 2016:
- Mejor cortometraje: El poder del arte
- Mejor acción: El Pybro
- Mejor comedia: Healirious
- Mejor drama: Viviendo en la oscuridad
- Mejor extendido: Reinstalado: La llegada
- Mejor general: Ladrón atemporal

Menciones de honor: 
- Premio del público: Hora del almuerzo
- Mejor película homenaje: Protonic Morons
- Mejor entrada inacabada: Un sueño destrozado

## Premios 2017
Los Premios Saxxy 2017 se anunciaron el 5 de diciembre de 2017 y se aceptaron inscripciones desde el jueves 1 de marzo a las 3:00 p. m. hasta el jueves 8 de marzo a las 3:00 p. m. PST de 2018. Las nominaciones se anunciaron el 14 de marzo de 2018 y los ganadores se publicaron el 15 de marzo de 2018. El recuento del equipo de Mejor general de este año superó cualquier récord de años anteriores, compuesto por 19 miembros en total.
Ganadores de 2017:
- Mejor cortometraje: Retrato del jugador
- Mejor acción: Sala de juntas
- Mejor comedia: Chicken Strike
- Mejor Drama: Legado
- Mejor extendido: Fuga
- Mejor en general: Agente Gunn: Vulkanite

Menciones de honor: 
- El hombre de la caja
- Cirugía interior
- Conoce al conserje

## Pausa de la gala y Premios Saxxy de la comunidad
Después de los premios de 2017, Valve no celebró otra gala de Premios Saxxy y dejó que la serie entrara en una pausa informal. A partir de 2023, Valve no ha hablado de la cancelación implícita de la gala. Para compensar, un grupo de artistas de Source Filmmaker de la comunidad SFM crearon los Premios Saxxy de la comunidad en 2021 como respuesta a la inacción de Valve.